# Torre Piacentini
La Torre Piacentini è un grattacielo di Genova, disegnato dall'architetto Marcello Piacentini e dall'ingegner Angelo Invernizzi. Inaugurato nel 1940, è stato uno dei primi grattacieli costruiti in Europa e, fino al 1954, l'edificio abitabile più alto d'Italia.
È al 213º posto nella classifica dei grattacieli più alti d'Europa.

## Caratteristiche
L'edificio è stato costruito fra il 1935 e il 1940 ed è alto 108 metri, 120 metri con le strutture che si sono succedute alla sua sommità, distribuiti su 31 piani, e si trova a 132 m s.l.m.

All'ultimo piano ha ospitato fino agli anni ottanta la Terrazza Martini, oggi ribattezzata Terrazza Colombo.
Nelle forme richiama il Torrione INA, dello stesso Piacentini, realizzato a Brescia nel 1932, alto 57,25 metri.

### Denominazione
Dagli anni immediatamente successivi alla sua costruzione è stata comunque nota e nominata dagli abitanti non col nome, spesso dimenticato, dell'ideatore, ma come:
- Grattacielo, è stato il primo grattacielo italiano, nel senso di struttura con tetto superiore ai 100 m)
- Grattacielo di piazza Dante (per l'ubicazione)
- Torre dell'orologio (posizionato a livello degli ultimi piani)
- Terrazza Capurro, Martini o Colombo, a seconda delle epoche, per i locali siti sulla terrazza sommitale
- Torre sud, per distinguerla dall'edificio nord, sulla stessa piazza, di altezza inferiore

Con i suoi trentuno piani è oggi il secondo grattacielo più alto del capoluogo ligure ma, contando la struttura pubblicitaria in cima, la sua altezza raggiunge i centoventi metri.

### Primati detenuti
È stato il più alto edificio italiano ed europeo in cemento armato dell'epoca, nonché il grattacielo più alto d'Italia fino alla costruzione della Torre Breda di Milano nel 1954. 
Attualmente, escludendo la struttura pubblicitaria sulla sommità è il secondo edificio più alto di Genova, dopo il Matitone di San Benigno.

## Galleria d'immagini

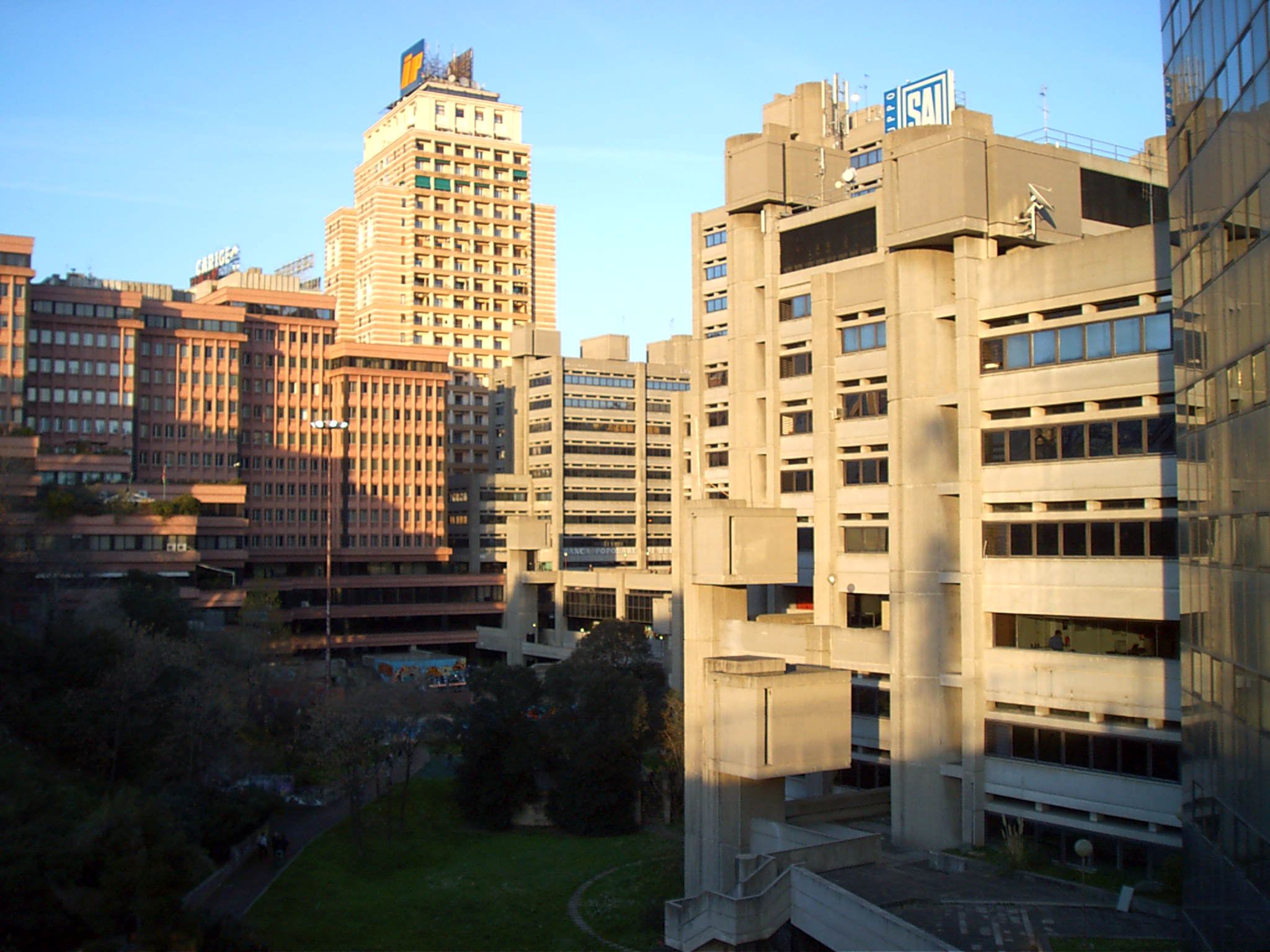
Il Centro dei Liguri con la Torre Piacentini
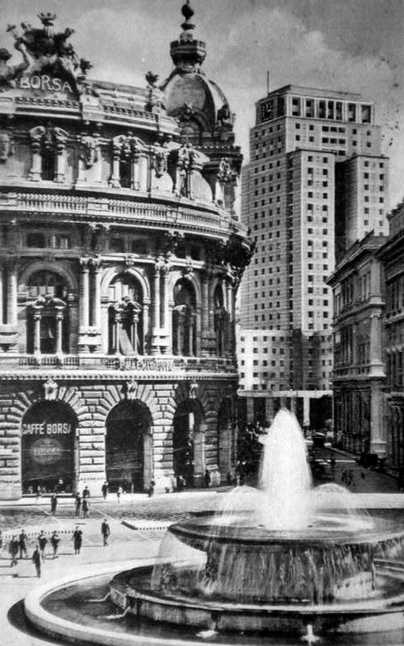
La torre ripresa da piazza De Ferrari (fine anni 1940)
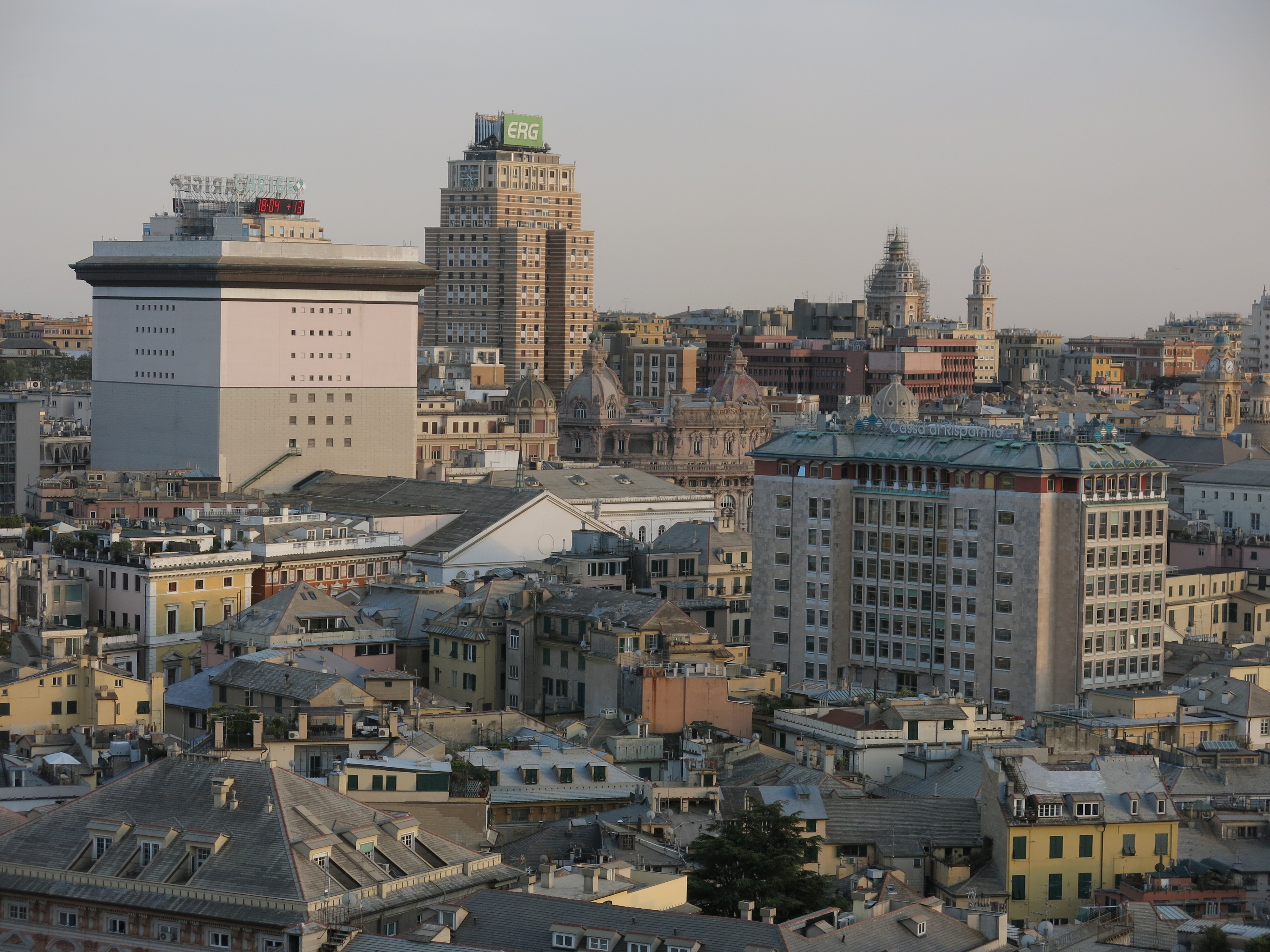
La torre nel centro di Genova